# Халиловский сельсовет
Халиловский сельсовет — муниципальное образование в Абзелиловском районе Республики Башкортостан Российской Федерации.Согласно Закону о границах, статусе и административных центрах муниципальных образований в Республике Башкортостан имеет статус сельского поселения.

## Население
| 1968  | 2002  | 2009  | 2010  | 2012  | 2013  | 2014  |
| ----- | ----- | ----- | ----- | ----- | ----- | ----- |
| 2448  | ↗2747 | ↗3037 | ↘2861 | ↘2845 | ↘2820 | ↘2790 |
| 2015  | 2016  | 2017  |       |       |       |       |
| ↘2730 | ↘2709 | ↘2654 |       |       |       |       |

## Состав сельского поселения
| № | Населённый пункт | Тип населённого пункта       | Население |
| - | ---------------- | ---------------------------- | --------- |
| 1 | Халилово         | село, административный центр | ↘1117     |
| 2 | Махмутово        | деревня                      | ↘584      |
| 3 | Абдулмамбетово   | деревня                      | ↘576      |
| 4 | Ишбулдино        | деревня                      | ↗539      |
| 5 | Хусаиново        | деревня                      | →23       |
| 6 | Калмаково        | деревня                      | ↘22       |